# Mieczysław Karłowicz (kolarz)
Mieczysław Karłowicz (ur. 8 września 1963 w Bystrzycy) − polski kolarz szosowy. W 1990 w barwach JZS Jelcz wygrał Tour de Pologne.

## Kariera sportowa
Był zawodnikiem Moto-Jelcz Oława i JZS Jelcz. Największe sukcesy odnosił w Tour de Pologne, wygrywając go w 1990 (równocześnie zwyciężając w klasyfikacji punktowej) i zajmując 3 m. w 1988. W 1985 został wicemistrzem Polski w wyścigu szosowym ze startu wspólnego, a w 1988 zwyciężył w górskich mistrzostwach Polski. Był także mistrzem Polski w szosowym wyścigu drużynowym w barwach Moto-Jelcz Oława (1987) i dwukrotnie zajmował w tej konkurencji drugie miejsce (1985 i 1988). W 1985 zwyciężył w wyścigu Szlakiem Grodów Piastowskich. W 1987 startował bez sukcesów w Wyścigu Pokoju, zajmując 34 m.
Mieszka w Jelczu Laskowicach i startuje w wyścigach kolarskich weteranów.